# Entògnats
Els entògnats (Entognatha) són un clade d'artròpodes ametàbols que, juntament amb els insectes, constitueixen els hexàpodes. El seu aparell bucal és entognat, el que significa que el retreuen a dins del cap. Són àpters, és a dir, no tenen ales. El monofiletisme del clade és discutit.
Al clade se li atorga sovint la categoria taxonòmica de classe, amb tres ordres: col·lèmbols, diplurs i proturs. Aquests tres grups han estat històricament units en l'ordre dels zigentoms per formar la classe dels apterigots, encara que posteriorment s'ha observat que la condició d'hexàpodes d'aquestes espècies ha evolucionat independentment de les dels insectes, i independentment dins de cada ordre. Els ordres podrien no estar estretament relacionats. En aquest cas, els entògnats serien un grup polifilètic.
Segons Tree of Life,
el cladograma que suporta el monofiletisme del entògnats és el següent:
| Ellipura | \| \| Collembola \| \| \| \| \| \| Protura \| \| \| \| |
|          | \| \| Collembola \| \| \| \| \| \| Protura \| \| \| \| |
|          | Diplura                                                |
|          |                                                        |
|          | Collembola                                             |
|          |                                                        |
|          | Protura                                                |
|          |                                                        |

|  | Collembola |
|  |            |
|  | Protura    |
|  |            |

| Ellipura | \| \| Collembola \| \| \| \| \| \| Protura \| \| \| \| |
|          | \| \| Collembola \| \| \| \| \| \| Protura \| \| \| \| |
|          | Diplura                                                |
|          |                                                        |
|          | Collembola                                             |
|          |                                                        |
|          | Protura                                                |
|          |                                                        |

|  | Collembola |
|  |            |
|  | Protura    |
|  |            |